# Rien ne vaut la douceur du foyer (téléfilm)
Pour l’article homonyme, voir Rien ne vaut la douceur du foyer.
Rien ne vaut la douceur du foyer est un téléfilm français réalisé par Laurent Jaoui et diffusé le 6 mai 2010.

## Synopsis
Une femme retourne dans la maison de son enfance où sa mère a été sauvagement assassinée.
Longtemps considérée comme la coupable, elle est déterminée à découvrir la vérité et à retrouver le meurtrier  de sa mère.

## Fiche technique
- Réalisation : Laurent Jaoui
- Scénario : Mary Higgins Clark, Charlotte Paillieux et Kéthévane Davrichewy
- Durée : 90 minutes
- Pays de production :  France
- Date de première diffusion : 2010

## Distribution
- Annelise Hesme : Cécile Morel / Lisa Berton
- Grégori Derangère : Alex Morel
- Yann Sundberg : Nicolas Frémont
- José Heuzé : Paul Assénat
- Françoise Lépine : Françoise Frémont
- Élisabeth Commelin : Georgette
- Stéfan Godin : Étienne Borelli
- Philippe Chevallier : Joël Vimont
- Noémie Kocher : Christine Carpentier
- Bernard Destouches : Henri Palet
- Eloi Tondut : Romain
- Victoire Damasse-Leytes : Lisa Berton
- Julia Mugnier : Maud Berton
- Jean-Pol Dubois : Maître Cazenave
- Jacques Maury : Docteur Tanenbaum